# Lasy Raciborskie
Lasy Raciborskie – rozległy kompleks leśny położony w północno-wschodniej części powiatu raciborskiego, w okolicach Kuźni Raciborskiej. Stanowią jeden z największych obszarów leśnych w województwie śląskim.